# Strange Old Brew
Strange Old Brew är det norska black metal-bandet Carpathian Forests andra fullängdsalbum, som gavs ut året 2000 av Avantgarde Music.
LP-versionen av albumet finns i begränsad upplaga, 500 exemplar. Låten "Theme From Nekromantikk" är tagen från filmmusiken av filmen "NEKRomantik", en gore-film regisserad av Jörg Buttgereit.

## Låtförteckning
1. "Intro - Damnation Chant" – 01:01
2. "Bloodcleansing" – 02:43
3. "Mask of the Slave" – 04:12
4. "Martyr / Sacrificulum" – 03:26
5. "Thanatology" – 04:40
6. "The Suicide Song" – 03:40
7. "House of the Whipchord" – 03:58
8. "Cloak of Midnight" – 05:28
9. "Return of the Freezing Winds" – 03:07
10. "Theme from Nekromantikk" – 03:04
11. "The Good Old Enema Treatment" – 01:52
12. "He's Turning Blue" (bonusspår) – 02:53

Alla låtar av Nattefrost / Nordavind, utan spår 12, skriven av Hermann Kopp.

## Medverkande
Musiker (Carpathian Forrest-medlemmar)
- Nattefrost (Roger Rasmussen) – sång, gitarr, keyboard
- J. Nordavind – gitarr, keyboard, sång

Bidragande musiker
- Tchort (Terje Vik Schei) – basgitarr
- Anders Kobro – trummor
- Nina Hex – extra sång (på "House of the Whipcord" och "Cloak of Midnight")
- E. Kulde – bakgrundssång (på "Blood Cleansing" och "Return of the Freezing Winds")
- Arvid Thorsen – tenorsaxofon (på "House of the Whipcord")

Produktion
- Terje Refsnes – producent, ljudmix
- Vrangsinn – omslagsdesign, omslagskonst
- J. Nordavind – foto
- E. Øvestad – logo
- Nattefrost – omslagsdesign